# لئونارد دوروفی
لئونارد دوروفی (انگلیسی: Leonard Doroftei؛ زادهٔ ۱۰ آوریل ۱۹۷۰) بوکسور اهل رومانی است.